# Album al numero uno della classifica FIMI nel 2017
La presente lista elenca gli album che hanno raggiunto la prima posizione nella classifica settimanale italiana Album, stilata durante il 2017 dalla Federazione Industria Musicale Italiana, in collaborazione con la GfK Retail and Technology Italia.
| Settimana    | Settimana    | Album                          | Artista                  | Settimane consecutive | Settimane totali | Fonte  |
| Inizio       | Fine         | Album                          | Artista                  | Settimane consecutive | Settimane totali | Fonte  |
| ------------ | ------------ | ------------------------------ | ------------------------ | --------------------- | ---------------- | ------ |
| 30 dicembre  | 5 gennaio    | Le migliori                    | Mina & Adriano Celentano | 5                     | 5                | [ 1 ]  |
| 6 gennaio    | 12 gennaio   | Le migliori                    | Mina & Adriano Celentano | 5                     | 5                | [ 2 ]  |
| 13 gennaio   | 19 gennaio   | Apriti cielo                   | Alessandro Mannarino     | 1                     | 1                | [ 3 ]  |
| 20 gennaio   | 26 gennaio   | Comunisti col Rolex            | J-Ax & Fedez             | 3                     | 3                | [ 4 ]  |
| 27 gennaio   | 2 febbraio   | Comunisti col Rolex            | J-Ax & Fedez             | 3                     | 3                | [ 5 ]  |
| 3 febbraio   | 9 febbraio   | Comunisti col Rolex            | J-Ax & Fedez             | 3                     | 3                | [ 6 ]  |
| 10 febbraio  | 16 febbraio  | Il mestiere della vita         | Tiziano Ferro            | 1                     | 2                | [ 7 ]  |
| 17 febbraio  | 23 febbraio  | Vietato morire                 | Ermal Meta               | 1                     | 1                | [ 8 ]  |
| 24 febbraio  | 2 marzo      | Anime di carta                 | Michele Bravi            | 1                     | 1                | [ 9 ]  |
| 3 marzo      | 9 marzo      | ÷                              | Ed Sheeran               | 2                     | 3                | [ 10 ] |
| 10 marzo     | 16 marzo     | ÷                              | Ed Sheeran               | 2                     | 3                | [ 11 ] |
| 17 marzo     | 23 marzo     | Spirit                         | Depeche Mode             | 2                     | 2                | [ 12 ] |
| 24 marzo     | 30 marzo     | Spirit                         | Depeche Mode             | 2                     | 2                | [ 13 ] |
| 31 marzo     | 6 aprile     | Automaton                      | Jamiroquai               | 1                     | 1                | [ 14 ] |
| 7 aprile     | 13 aprile    | Fenomeno                       | Fabri Fibra              | 3                     | 3                | [ 15 ] |
| 14 aprile    | 20 aprile    | Fenomeno                       | Fabri Fibra              | 3                     | 3                | [ 16 ] |
| 21 aprile    | 27 aprile    | Fenomeno                       | Fabri Fibra              | 3                     | 3                | [ 17 ] |
| 28 aprile    | 4 maggio     | Magellano                      | Francesco Gabbani        | 1                     | 1                | [ 18 ] |
| 5 maggio     | 11 maggio    | Pizzicato                      | Izi                      | 1                     | 1                | [ 19 ] |
| 12 maggio    | 18 maggio    | Zerovskij                      | Renato Zero              | 1                     | 1                | [ 20 ] |
| 19 maggio    | 25 maggio    | Perdo le parole                | Riki                     | 5                     | 8                | [ 21 ] |
| 26 maggio    | 1º giugno    | Perdo le parole                | Riki                     | 5                     | 8                | [ 22 ] |
| 2 giugno     | 8 giugno     | Perdo le parole                | Riki                     | 5                     | 8                | [ 23 ] |
| 9 giugno     | 15 giugno    | Perdo le parole                | Riki                     | 5                     | 8                | [ 24 ] |
| 16 giugno    | 22 giugno    | Perdo le parole                | Riki                     | 5                     | 8                | [ 25 ] |
| 23 giugno    | 29 giugno    | Twins                          | Dark Polo Gang           | 1                     | 1                | [ 26 ] |
| 30 giugno    | 6 luglio     | Gentleman                      | Guè                      | 2                     | 4                | [ 27 ] |
| 7 luglio     | 13 luglio    | Gentleman                      | Guè                      | 2                     | 4                | [ 28 ] |
| 14 luglio    | 20 luglio    | Perdo le parole                | Riki                     | 3                     | 8                | [ 29 ] |
| 21 luglio    | 27 luglio    | Perdo le parole                | Riki                     | 3                     | 8                | [ 30 ] |
| 28 luglio    | 3 agosto     | Perdo le parole                | Riki                     | 3                     | 8                | [ 31 ] |
| 4 agosto     | 10 agosto    | Kaleidoscope                   | Coldplay                 | 2                     | 2                | [ 32 ] |
| 11 agosto    | 17 agosto    | Kaleidoscope                   | Coldplay                 | 2                     | 2                | [ 33 ] |
| 18 agosto    | 24 agosto    | Gentleman                      | Guè                      | 2                     | 4                | [ 34 ] |
| 25 agosto    | 31 agosto    | Gentleman                      | Guè                      | 2                     | 4                | [ 35 ] |
| 1 settembre  | 7 settembre  | Ogni maledetto giorno          | Mostro                   | 1                     | 1                | [ 36 ] |
| 8 settembre  | 14 settembre | Io in terra                    | Rkomi                    | 1                     | 1                | [ 37 ] |
| 15 settembre | 21 settembre | Prisoner 709                   | Caparezza                | 2                     | 2                | [ 38 ] |
| 22 settembre | 28 settembre | Prisoner 709                   | Caparezza                | 2                     | 2                | [ 39 ] |
| 29 settembre | 5 ottobre    | Live at Pompeii                | David Gilmour            | 1                     | 1                | [ 40 ] |
| 6 ottobre    | 12 ottobre   | Masters                        | Lucio Battisti           | 1                     | 1                | [ 41 ] |
| 13 ottobre   | 19 ottobre   | Thomas                         | Thomas                   | 1                     | 1                | [ 42 ] |
| 20 ottobre   | 26 ottobre   | Mania                          | Riki                     | 3                     | 3                | [ 43 ] |
| 27 ottobre   | 2 novembre   | Mania                          | Riki                     | 3                     | 3                | [ 44 ] |
| 3 novembre   | 9 novembre   | Mania                          | Riki                     | 3                     | 3                | [ 45 ] |
| 10 novembre  | 16 novembre  | Duets - Tutti cantano Cristina | Cristina D'Avena         | 1                     | 1                | [ 46 ] |
| 17 novembre  | 23 novembre  | Amore che torni                | Negramaro                | 1                     | 1                | [ 47 ] |
| 24 novembre  | 30 novembre  | Possibili scenari              | Cesare Cremonini         | 1                     | 1                | [ 48 ] |
| 1 dicembre   | 7 dicembre   | Oh, vita!                      | Jovanotti                | 1                     | 1                | [ 49 ] |
| 8 dicembre   | 14 dicembre  | Vasco Modena Park              | Vasco Rossi              | 4                     | 4                | [ 50 ] |
| 15 dicembre  | 21 dicembre  | Vasco Modena Park              | Vasco Rossi              | 4                     | 4                | [ 51 ] |
| 22 dicembre  | 28 dicembre  | Vasco Modena Park              | Vasco Rossi              | 4                     | 4                | [ 52 ] |

L'album che nel 2017 ha passato più tempo in vetta alla classifica di vendita è Perdo le parole di Riki (8 settimane non consecutive).